# ローマ街道

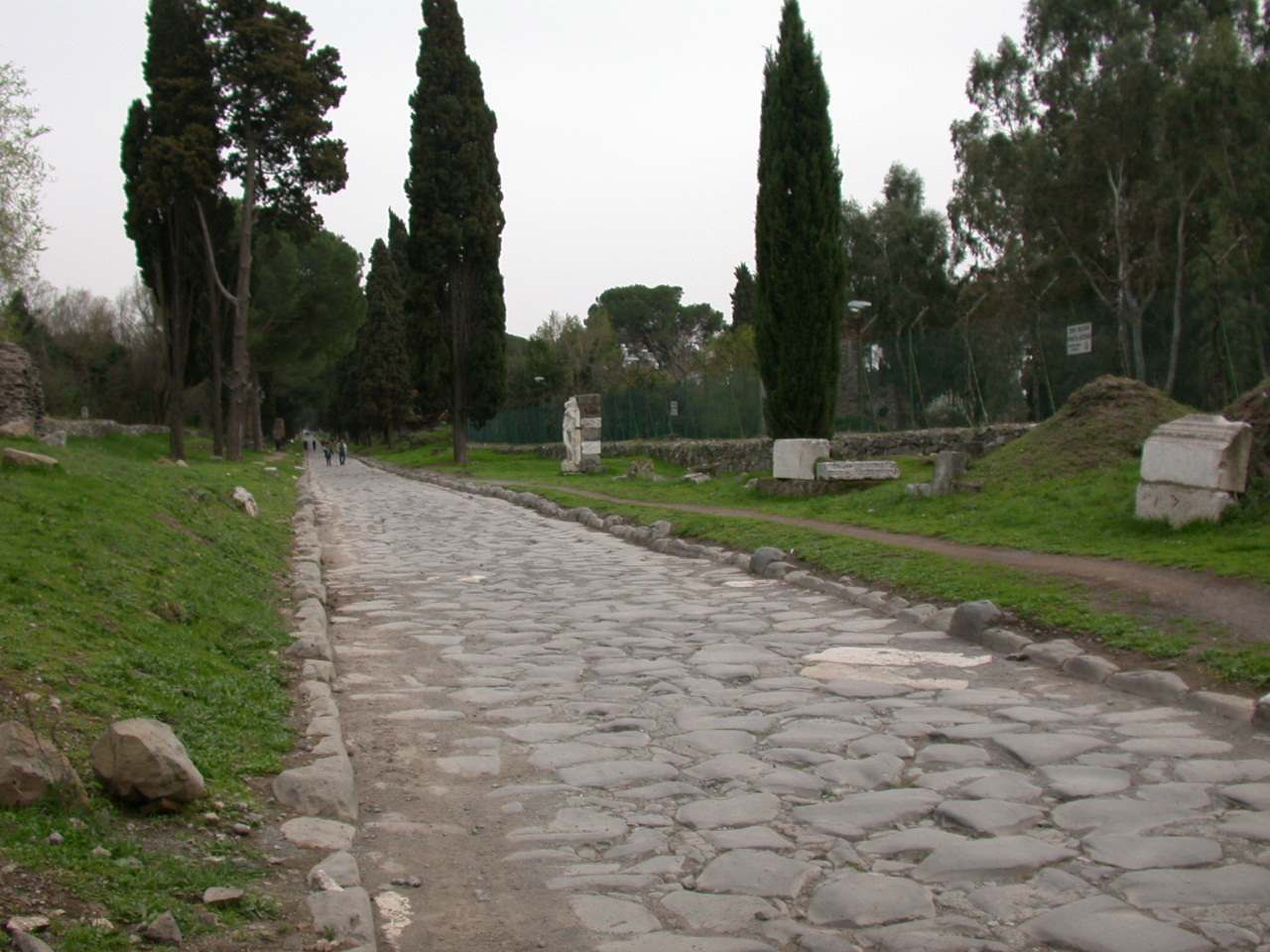
アッピア街道（ローマ市内）

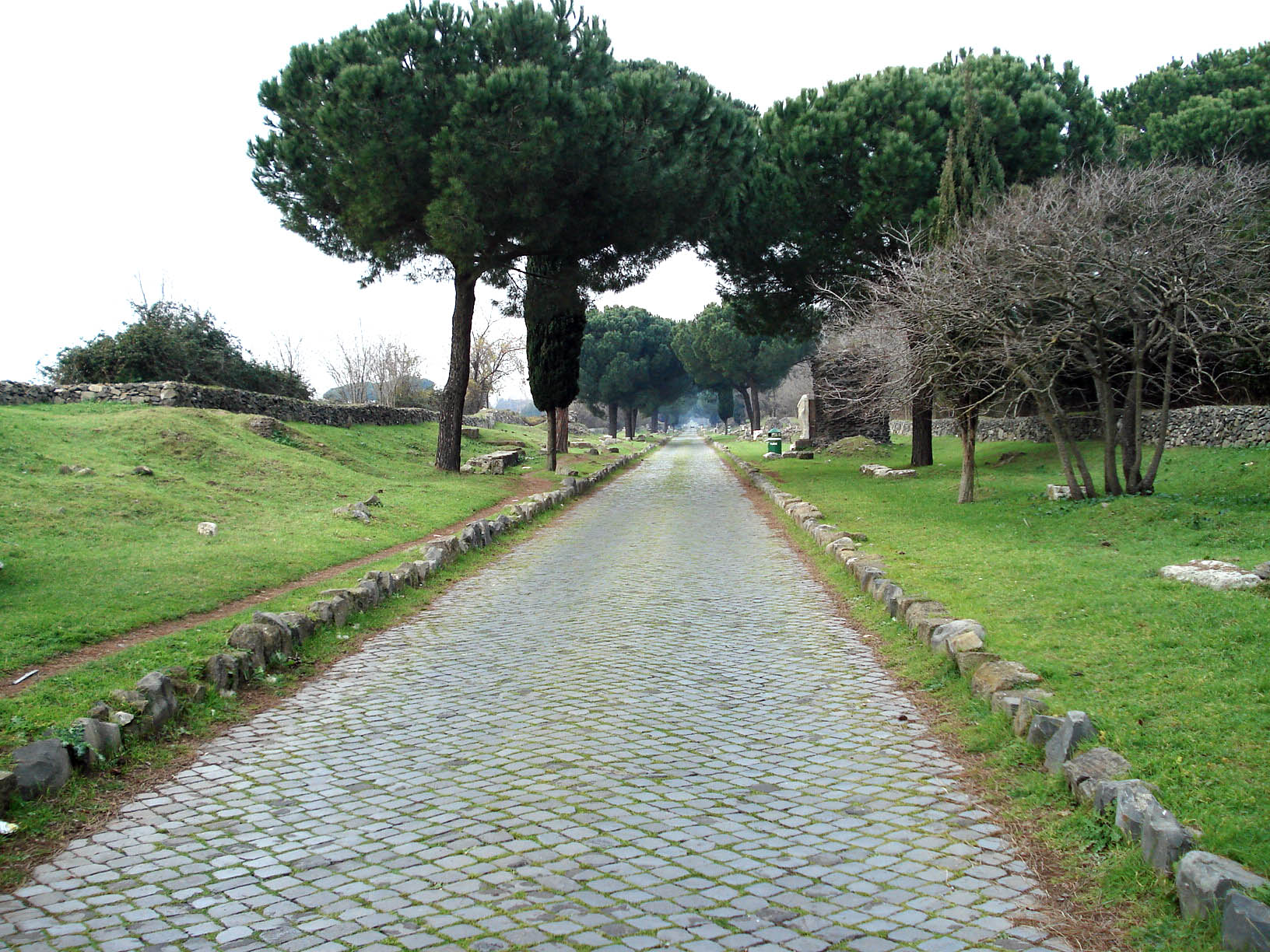
アッピア街道（ローマ市内）

ローマ街道（ローマかいどう、ラテン語: Via Romana）は、古代ローマ時代に主要都市を結ぶように作られた道路のことである。紀元117年頃には、主要幹線道路は約8万6千キロメートル、全ての道路の総延長は29万キロメートル（資料によっては15万キロメートルとするものもある）にも達した。

## ローマ街道全図

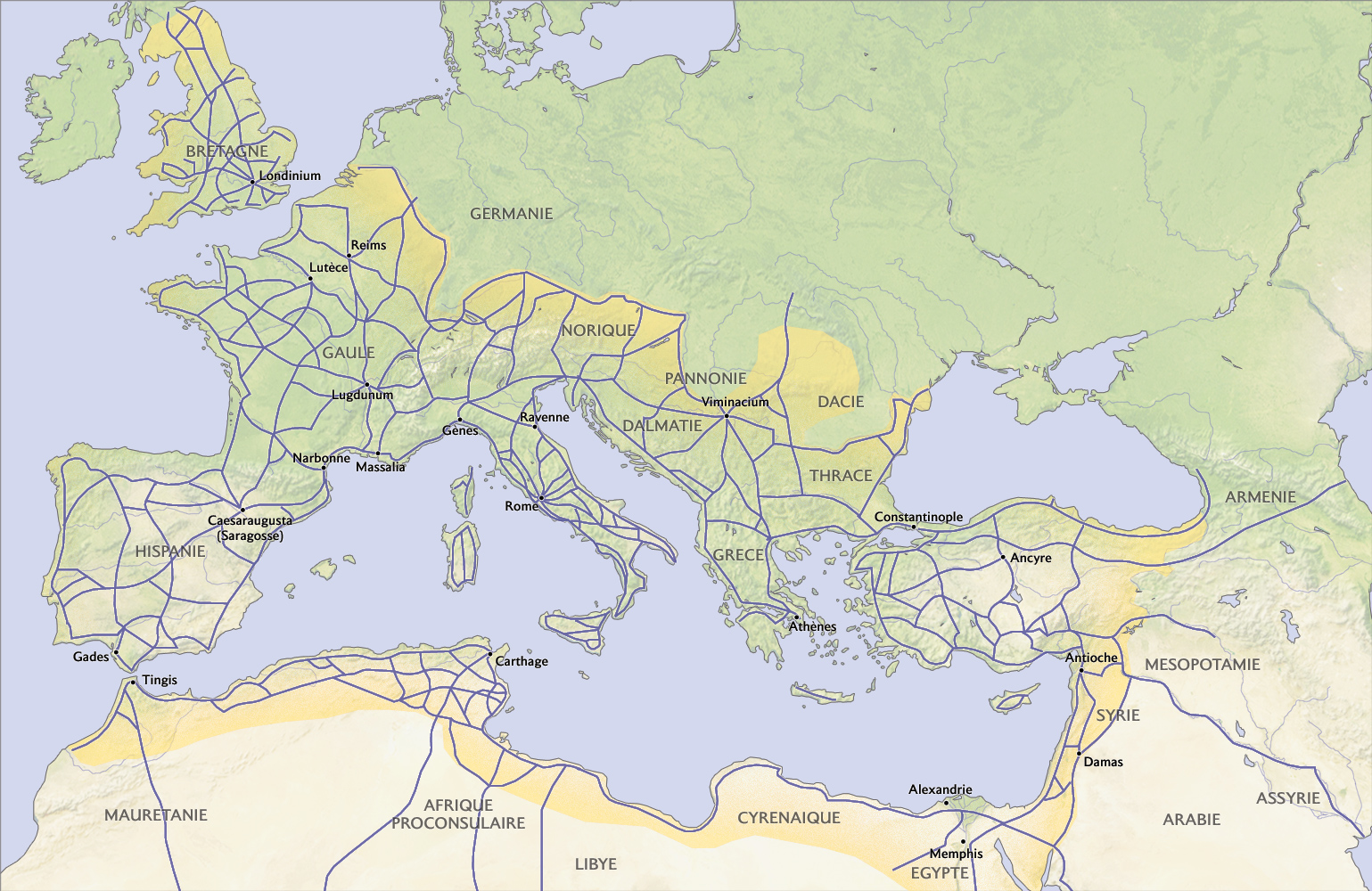
紀元117年頃のローマ帝国の主要街道 概略図

## 概要・歴史

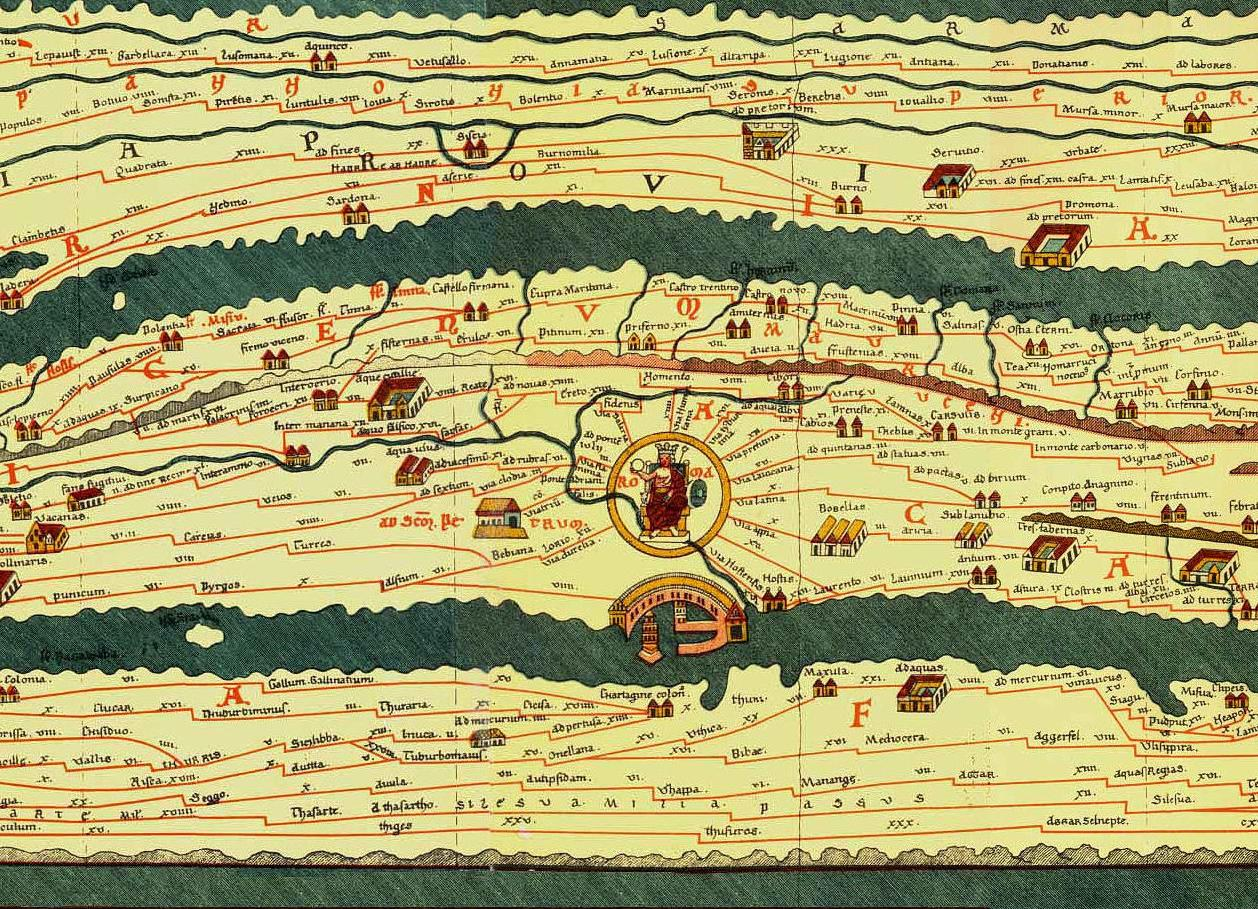
当時の街道地図タブラ・ペウティンゲリアナ

ローマ街道の歴史は、紀元前312年にローマのケンソルであったアッピウス・クラウディウス・カエクスの要請により敷設されたアッピア街道（Via Appia）に始まる。それまでも、サラリア街道（Via Salaria、「塩の道」の意）などの街道は存在したが、軍隊の迅速な移動を目的とした舗装されたローマ街道は、アッピア街道が最初である。以後、敷設されたローマ街道には、その街道を敷設したケンソルや属州総督などの名前が冠せられることとなる。
初期のローマ街道は、ローマからイタリア半島の主要都市を結ぶだけであった。しかし戦争を重ね、領土が広がるにつれ、ローマ以外の都市から都市へ結ばれるようになる。最終的にはイタリア半島のみならず、ガリアやブリタンニア、イベリア半島、アフリカ、ギリシャなどローマの属州にも敷設され、地中海全域に網の目のように敷設されることとなった。また、軍事目的で敷設されてはいるが、軍事に関係のない帝国官吏や巡礼者などの一般市民でも利用することが出来たため、物流などの経済面でも大きな影響があった。
アウグストゥス帝が帝国全土に整備した郵便制度「クルスス・プブリクス」の急使が馬を交換し、休憩するための交換所「ムーターティオー」（mutatio または mutationes）が10ローマ・マイル程度毎に、4〜5箇所程度のムーターティオーに1箇所は大きな規模の宿駅「マンシオー」（mansio または mansiones）と呼ばれる施設が整備された。これらの国営施設は帝国官吏や特別な証明書（ディプロマ）を持った者のみが利用を許されており、それ以外の一般人は民間の宿屋や軽食堂を利用した。1597年に神聖ローマの帝国郵便が領邦郵便を禁じてから、学生をふくむ法学界とジャーナリズムを巻き込んで数世紀にわたり、帝国が「クルスス・プブリクス」を継承するのかという問題が論じられた。
街道を移動する速度は、徒歩で旅する者は1日に20キロメートルから30キロメートルを、馬車では35キロメートルから40キロメートルであった。政府の急使は馬を休ませる時間を含めても1日に70キロメートル進んだという。これは、ローマからアッピア街道の終点ブリンディジまで7日、更に遠くのコンスタンティノポリスまで25日、アンティオキアまで40日、アレクサンドリアまで55日で到達したという。

## 道路の構造

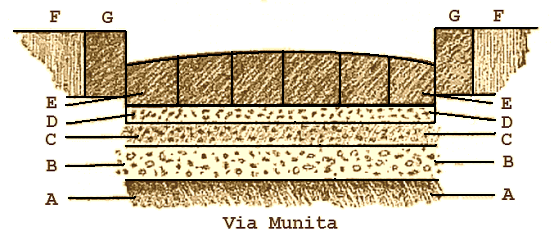
標準的な道路の断面
A:路床, B:下層路盤（手の平大の石）, C:中層路盤（コンクリート片や砕石など）, D:上層路盤（セメント）, E:表層石, F:歩道, G:歩道止め石

標準的なローマ街道の道幅は4メートルで、2台の馬車が行き違える車道幅であった。その両脇には幅3メートルの歩道が作られていた。車道部分は最大で深さ2メートル程度まで掘り下げられ、3層構造の路盤となっていた。下層路盤が大きな石で、中層路盤が中くらいの大きさの石、上層路盤が粘土と砂利を混ぜた層であった。路面となる表層石は、大きな石を亀甲形等に組み合わせたもので、薄くて平らな敷石ではなく重量のある分厚い石を敷くことで道路の安定性を高めていた。道路は中央部が少し膨らむよう勾配が付けられて舗装されていて、3層構造の石で造られた路盤で排水すると共に、この勾配により路肩にもスムースに排水するように設計されていた。このような道路の構造は全ての街道の全区間で実現されていたわけではなく、幹線道路以外の支線では市街地を出れば砂利道となっていることもあった。共和政ローマの政治家であったキケロは「焼けつくようで埃っぽい」（アッティクス宛書簡集 V,14,1より）と記している。

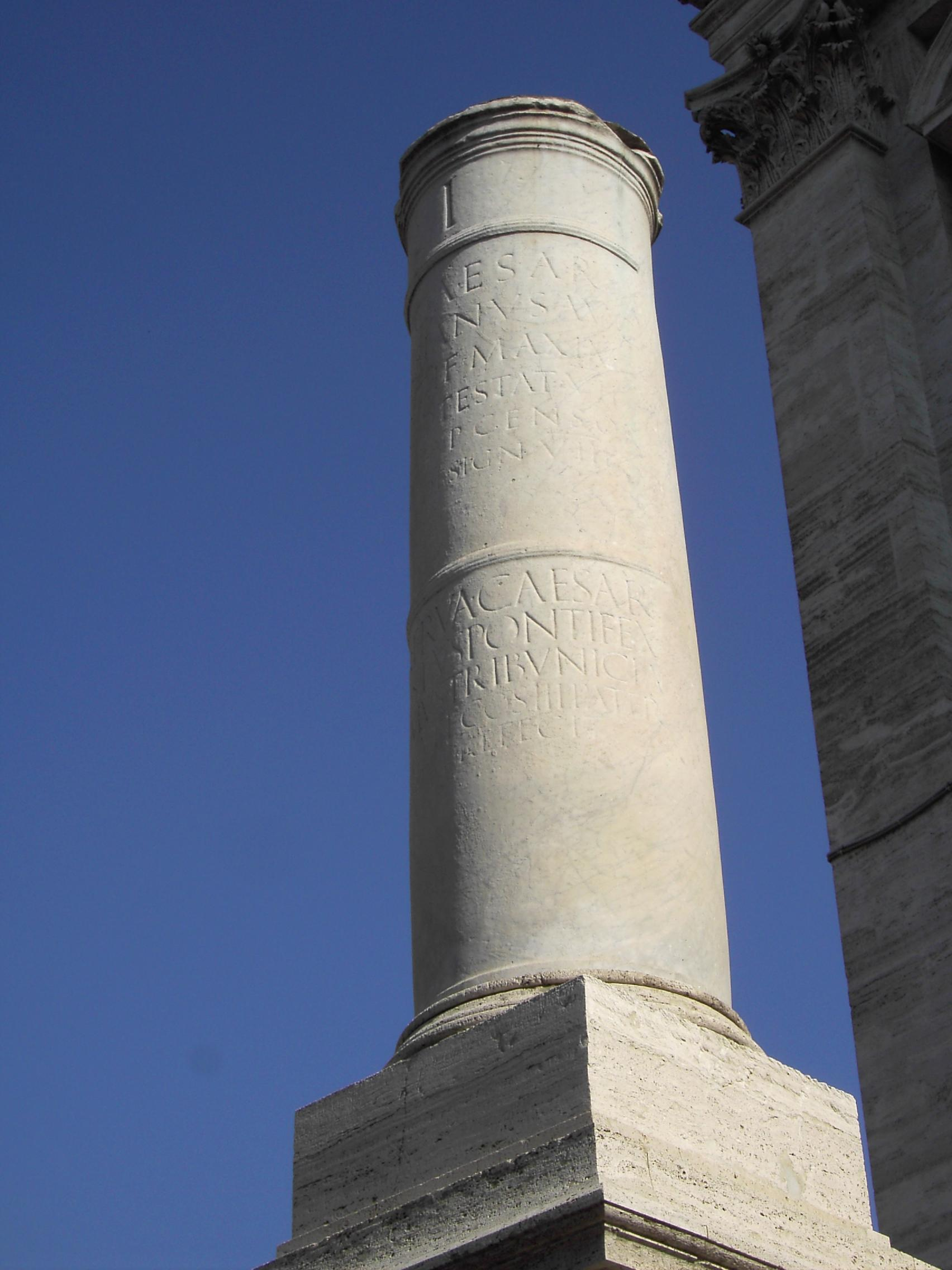
アッピア街道の1マイル標石

ローマ街道は、渓谷や山、岩場などがあってもそれらを迂回するのではなく、架橋やトンネル、切通しを設けることでできる限り直線となるよう建設された。グラン・サン・ベルナール峠など、標高2,500メートル近くある峠に道路を通す技術や、陸橋やアーチ橋などを利用して道路の傾斜を8から9度以内の勾配に保つことで、比較的短時間で谷や峠を通行できるようにする技術も保有していた。降雪地帯や水害の危険があるところでは、道路は周囲の地面より少し高めに嵩上げして造られた。例えばヴェネト州では道路が地面から4メートルから7メートルも高い土手の上となるよう造られていた。また、道路は谷底を避けると共に丘陵地帯では中腹を通るようルートが工夫されていた。
街道には1ローマ・マイル毎に円筒形の石柱「マイルストーン」が設置され、道路の起点からの距離や、道路を建設・補修した執政官の名前などが刻まれていた。ローマを発する街道は、フォルム・ロマヌムの黄金の里程標（ミリアリウム・アウレウム）が象徴的なゼロ・マイル地点となっていた。

## その他
イタリア国内にあるローマ街道は現在では自動車道に整備され、「執政官街道」などと呼ばれる。高速道路がはりめぐらされた現在でも渋滞時の抜け道として利用されている。

## 著名なローマ街道の一覧

### イタリア半島の主要ローマ街道

イタリア半島の主要ローマ街道

- ■ ポストゥミア街道 - ジェノヴァからプラケンティア（ピアチェンツァ）経由ヴェローナ、アクイレイア
- ■ ユリア・アウグスタ街道（英語版） - プラケンティアからジェノヴァ経由アレラーテ（アルル）
- ■ アウレリア街道 - ローマからジェノヴァ
- ■ クローディア街道（英語版） - ローマからピサ
- ■ アエミリア街道 - プラケンティア（ピアチェンツァ）からアリミヌム（リミニ）
- ■ カッシア街道 - ローマからアレッツォ
- ■ フラミニア街道 - ローマからアリミヌム（リミニ）
- ■ サラリア街道 - ローマからカストゥルム・トルエンティヌム（ポルト・ダスコリ）
- ■ ティブルティーナ街道 - ローマからティヴォリ経由アテルヌム（ペスカーラ）
- ■ ラティーナ街道 - ローマからカプア
- ■ アッピア街道 - ローマからカプア、ベネヴェント経由ブリンディジ
- ■ トライアナ街道（英語版） - ベネヴェントからブリンディジ
- ■ ポピリア街道（英語版） - カプアからレギウム（レッジョ・ディ・カラブリア）

### その他の主要街道
- オスティエンセ街道 - ローマからオスティア
- クラウディア・アウグスタ街道 - アルティーノ、オスティーリアからアルプス山脈を越えラエティア属州のメルティンゲン
- フラヴィア街道（英語版） - トリエステからダルマティア属州
- エグナティア街道 - マケドニア属州のドゥラキウム（ドゥラス）からバルカン半島を横断しテッサロニキ経由ビザンティウム
- ドミティア街道 - ガリア・ナルボネンシス属州のナルボンヌからアルプス山脈のブリアンソン
- アクィタニア街道（英語版） - ナルボンヌからガリア・アクィタニア属州のボルドー
- アウグスタ街道 - ヒスパニア・バエティカ属州のカディスからガリア・ナルボネンシス属州のナルボンヌ